# 拉萨广播电视台
拉萨市广播电视台是中华人民共和国西藏自治区首府拉萨市的市级广播电视媒体。该台台址位于西藏自治区拉萨市城关区江苏东路22号。

## 频道列表

### 电视服务
拉萨广播电视台的电视服务源于1984年12月25日开播的拉萨电视台。1996年10月起，该台播出有线电视节目。现有3个电视频道，用藏语、汉语播出。
| 頻道名稱     | 语言   | 广播格式         | 啟播時間       | 频道前身 | 備註                                     | 備註 |
| 综合频道     | 普通話 | SD: PAL 576i 4:3 | 1984年12月25日 |          |                                          |      |
| 藏语综合频道 | 藏语   | SD: PAL 576i 4:3 | 2013年3月26日  |          | 该频道通过中星九号卫星定向覆盖西藏自治区 |      |
| 文旅频道     | 普通話 | SD: PAL 576i 4:3 | 2013年3月26日  |          |                                          |      |

### 广播服务
拉萨广播电视台的广播服务源于2010年5月1日成立的拉萨人民广播电台，该台是目前中国最晚成立的省会城市电台，现有1个广播频率，使用藏语和汉语播出。
| 頻道名稱 | 语言         | 频道频率 | 啟播時間     | 频道前身 | 備註                                                      |
| 综合广播 | 普通話、藏语 | FM91.4   | 2010年5月1日 |          | 北京时间7:50-12:10播出藏语节目，12:10-24:00播出汉语节目。 |